# Yórgos Toússas
Yórgos Toússas (en grec : Γιώργος Τούσσας), né le 8 septembre 1954, est un homme politique. Député du Parti communiste de Grèce au sein du parlement européen, il fait partie du groupe gauche unitaire européenne/Gauche verte nordique. Il est membre de la commission du transport et tourisme.